# 九州鉄道72形蒸気機関車
72形は、かつて九州鉄道（初代）に在籍したタンク式蒸気機関車である。

## 概要
元は、筑豊鉄道（初代）が建設用を兼ねた開業用として用意した、車軸配置0-4-2(B1)の単式2気筒、飽和式リアタンク機で、1889年（明治22年）10月、アメリカのボールドウィン・ロコモティブ・ワークス製の製造番号10371、メーカーにおける種別呼称は6-14 1/3Cである。筑豊鉄道では2と称した。
1897年（明治30年）、筑豊鉄道は九州鉄道に事業譲渡され、本機も九州鉄道に籍を移したが、同社では72形(72)に改められた。1900年（明治33年）には、僚機の71（旧筑豊鉄道1）とともに八幡製鉄所に譲渡され、同社の8となったが、その後110に改番された。その後、木製だった運転室を鋼製化するとともに拡大して背部水槽を廃するとともに炭庫を縮小し、側水槽を設けた。また、蒸気ドームや砂箱の形状も変更された。1951年（昭和26年）時点では既に解体されていたのがファンによって確認されており、1940年代後半頃まで使用されたと思われる。

## 主要諸元
- 全長：6,915mm（金田茂裕の推定。前端梁・後端梁の長さは6,172mm）
- 全高：3,200mm
- 軌間：1,067mm
- 車軸配置：0-4-2(B1)
- 動輪直径：914mm
- 弁装置：スチーブンソン式アメリカ型
- シリンダー（直径×行程）：254mm×406mm
- ボイラー圧力：9.8m2
- 火格子面積：0.61m2
- 全伝熱面積：24.80m2
- 機関車運転整備重量：14.97t
- 機関車動輪上重量（運転整備時）：14.97t
- 水タンク容量：2.05m3
- 燃料積載量：0.30t